# 松尾泰樹
松尾 泰樹（まつお ひろき、1962年（昭和37年）10月26日 - ）は、日本の科学技術・文部科学技官。

## 人物
青森県青森市出身。青森県立青森高等学校を経て、1985年東京大学理学部物理学科卒業、1987年東京大学大学院理学系研究科物理学専攻修士課程修了。大学院では生物物理学を専攻しショウジョウバエを研究した（指導教官は堀田凱樹）。国家公務員採用Ⅰ種試験（物理）に合格し、同年4月科学技術庁入庁。
2020年文部科学審議官。2021年内閣府科学技術･イノベーション推進事務局長。

## 年譜
基本的な出典
- 1988年
  - 03月：東京大学大学院理学系研究科物理学専攻修了[3]
  - 04月：科学技術庁採用
- 1993年10月：科学技術庁原子力局政策課長補佐（総括担当）
- 1995年04月：外務省経済局総務参事官室課長補佐
- 1997年09月：科学技術庁長官官房秘書課専門職
- 1998年04月：外務省在中華人民共和国日本国大使館一等害記官
- 2001年
  - 06月：文部科学省大臣官房人事課専門官
  - 07月：文部科学省科学技術・学術政策局政策課課長補佐
- 2002年09月：文部科学省大臣官房人事課人事企画官
- 2005年09月：文部科学省研究振興局ライフサイエンス課長
- 2007年01月：文部科学省研究開発局研究開発戦略官
- 2008年07月：（独）理化学研究所横浜研究所研究推進部長
- 2010年08月03日：文部科学省高等教育局学生・留学生課長[6]
- 2013年07月01日：文部科学省科学技術・学術政策局人材政策課長[7]
- 2014年07月25日：文部科学省大臣官房参事官[8]
- 2016年01月01日：文部科学省大臣官房審議官（高等教育局担当）[9]
- 2018年
  - 01月：文部科学省大臣官房審議官（科学技術・学術政策局担当及び高等教育局担当）
  - 06月：文部科学省大臣官房審議官（科学技術・学術政策局担
  - 07月27日：文部科学省科学技術・学術政策局長[10]
- 2019年
  - 07月09日：内閣府政策統括官（科学技術・イノベーション担当）[11]
  - 07月：（併）内閣府原子力政策担当室長
  - 07月：（併）内閣府革新的研究開発推進プログラム担当室長
  - 07月：（併）内閣府原子力損害賠償・廃炉等支援機構担当室
  - 07月：（併）内閣府大学改革担当室長
  - 07月：（併）内閣官房内閣審議官（内閣官房副長官補付）
  - 07月：（命）内閣官房イノベーション推進室次長
- 2020年08月01日：文部科学省文部科学審議官[4]
- 2021年09月01日：内閣府科学技術・イノベーション推進事務局長（併）内閣官房内閣審議官（内閣官房副長官補付）[5]
- 2024年07月01日：辞職[12]